# Arjeplogs SK
Arjeplogs sportklubb (ASK), grundad 15 augusti 1926, är en idrottsförening i Arjeplogs kommun. Sportklubben är mest inriktad på fotboll och skidåkning.